# 衞生防護中心

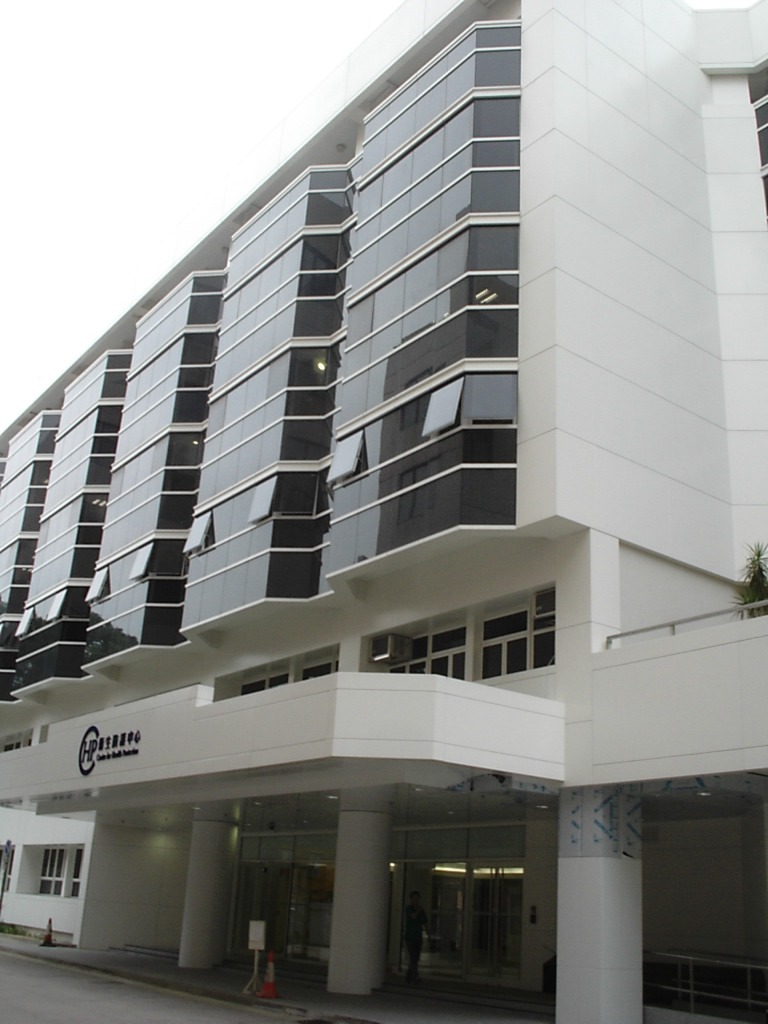
衞生防護中心總部

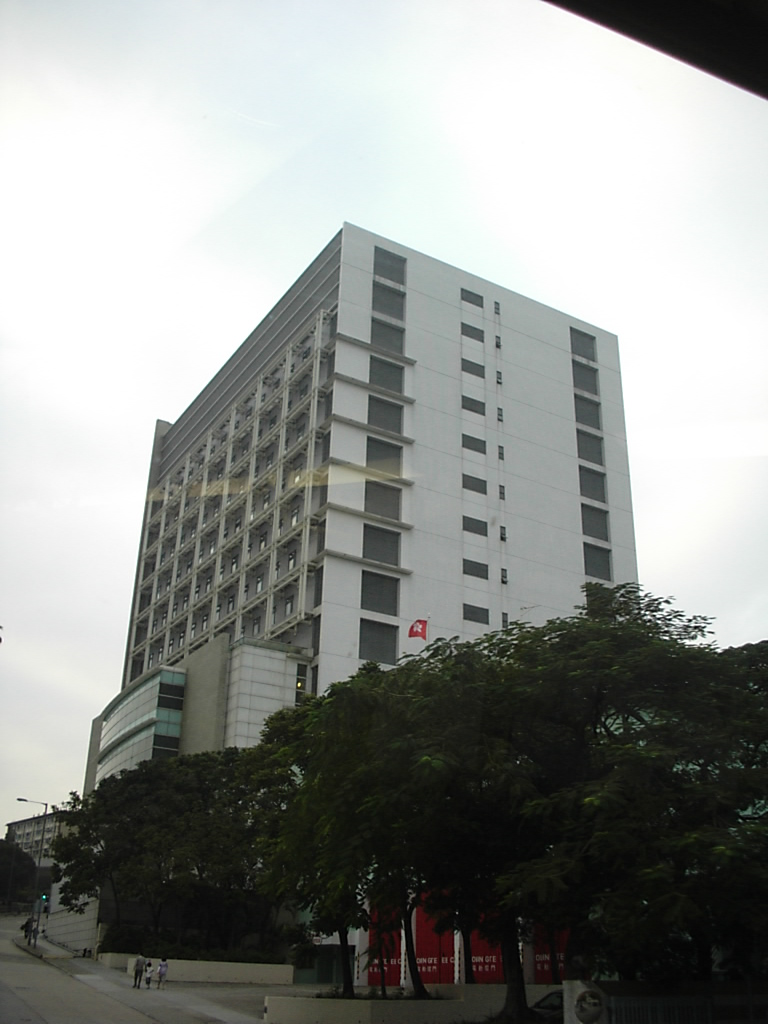
公共衞生檢測中心

衞生防護中心（英語：Centre for Health Protection）是香港特別行政區政府衞生署屬下的流行病防護中心，於2004年6月1日正式成立，負責加強香港市民對香港預防及控制各種流行疾病，包括傳染病的認識，並會調查各種流行疾病感染個案，監察疾病通報情況，以及與其他國家交換有關疾病感染個案情況，現任衞生防護中心總監為徐樂堅醫生。

## 標誌
衞生防護中心的標誌以深藍色英文縮寫「CHP」組合而成，「HP」兩個羅馬字母被「C」字母所包圍，意喻健康防護任務放在最中心的位置。採用深藍色意喻「簡潔清晰、專業」，前總監梁柏賢就任時亦有份參與構思創造標誌。

## 總部
衞生防護中心（衞防中心）辦公室選址位於前九龍醫院護士宿舍，毗連醫院管理局（醫管局）總部醫院管理局大樓，理由為直接及方便即時溝通。

## 歷史
2003年4月1日，香港爆發嚴重急性呼吸系統綜合症後，香港政府隨即著手研究設立疾病控制及預防中心組織，以對抗、治療及預防任何傳染病在香港社會爆發之可能性。專家報告建議成立類似美國的疾病控制中心，以統一防護及控制傳染病。2003年10月，梁栢賢臨危受命籌備組織衞生防護中心，初期所面對最大挑戰為與醫院管理局建立呈報機制。翌年6月1日，香港賽馬會撥款5億港元，正式成立衞生防護中心。
2021年1月29日，衞生防護中心進行架構重整，時任衞生防護中心總監黃加慶平調至新設的「公共衞生服務總監」，管理非傳染病處、公共衞生化驗服務處及公共衞生服務處，專責非傳染病及化驗服務，職級較原有總監職位高半級。中心總監職位由時任衞生署副署長林文健出任。兩人任期為期半年。

## 歷任總監
- 梁栢賢醫生（2004年6月1日－2007年2月28日）
- 曾浩輝醫生（2007年3月1日－2012年12月28日）
- 梁挺雄醫生（2012年12月29日－2016年11月7日）
- 黃加慶醫生（2016年11月8日－2021年1月28日）
- 林文健醫生（2021年1月29日一2021年9月20日）
- 徐樂堅醫生（2021年10月4日一）

## 分處
- 傳染病處主任：歐家榮醫生
- 緊急應變及項目管理處主任：梁耀康醫生
- 健康促進處主任：蘇佩嫦醫生
- 感染控制處主任：陳虹醫生
- 非傳染病處主任：奚安妮醫生
- 公共衞生化驗服務處主任：羅懿之醫生
- 公共衞生服務處主任：戴麗文醫生

## 轄下辦事處
衞生防護中心的總部設在九龍亞皆老街147C號衞生防護中心大樓，由前九龍醫院護士宿舍改裝而成。而屬下的公共衞生化驗服務處及公共衞生服務處則設在九龍石硤尾南昌街382號公共衞生檢測中心，另於沙田瀝源健康院設有化學病理及血液科實驗室（未來將遷往公共衞生檢測中心）。
由於2019冠狀病毒病香港疫情的緣故，衛生防護中心亦在2021年1月11日起，設立一個臨時的跨部門密切接觸者追蹤中心，名為個案追蹤辦公室，位於九龍啟德協調道3號，由各紀律部隊借調人手運作，並由此中心協調。

## 以此為題材的作品
- 電視劇
  - 醫學神探